# 児玉町
児玉町（こだままち） は、埼玉県北西部、児玉郡にあった人口約2万1千の町である。
2006年（平成18年）1月10日に（旧）本庄市と合併（新設合併）し、新たに本庄市（本庄市の一地区）となったことに伴い消滅するが、住所は依然として「本庄市児玉町○○」と「町」を含め表記する。(読みは「ほんじょうしこだまちょう○○」である。)

## 地理

### 隣接していた自治体
- 本庄市
- 児玉郡
  - 神川町
  - 神泉村
  - 上里町
  - 美里町
- 秩父郡
  - 長瀞町
  - 皆野町

## 歴史
- 1889年4月1日 - 町村制施行に伴い、児玉郡児玉町・八幡山町が合併し、児玉町が発足する[1]。
- 1955年3月20日 - 町村合併促進法により、児玉郡児玉町・金屋村・秋平村・本泉村が合併（新設合併）し、新たに児玉町となる[2]。
- 1957年7月18日 - 児玉郡共和村のうち大字今井及び大字共栄字北共和を除く区域を編入する[3][4]。
- 2006年1月10日 - （旧）本庄市と合併（新設合併）し、新たに本庄市となったことに伴い消滅する。

## 経済

### 産業
農業
『大日本篤農家名鑑』によれば児玉町の篤農家は、「井田春太郎、島田伊與太郎、岩岸和七、中林義國、岩崎金三郎、伊予部平吉、浅見平三郎、倉林八太郎、青木浅次郎」などがいた。

## 行政

### 歴代町長
- 筑紫権四郎
- 大場知旨
- 倉林延枝
- 根岸幸平
- 小柏儀一
- 木村登志男

## 地域

### 教育
小学校
- 児玉町立児玉小学校
- 児玉町立共和小学校
- 児玉町立金屋小学校
- 児玉町立秋平小学校
- 児玉町立本泉小学校

中学校
- 児玉町立児玉中学校

高等学校
- 埼玉県立児玉高等学校
- 埼玉県立児玉白楊高等学校

## 交通

### 主な道路
- 高速道路
  - 関越自動車道：本庄児玉IC
- 一般国道
  - 国道254号
  - 国道462号
- 県道
  - 埼玉県道13号前橋長瀞線
  - 埼玉県道44号秩父児玉線
  - 埼玉県道75号熊谷児玉線
  - 埼玉県道175号小前田児玉線
  - 埼玉県道352号蛭川普済寺線

### 鉄道
- 東日本旅客鉄道（JR東日本）
  - 八高線：児玉駅

## 観光

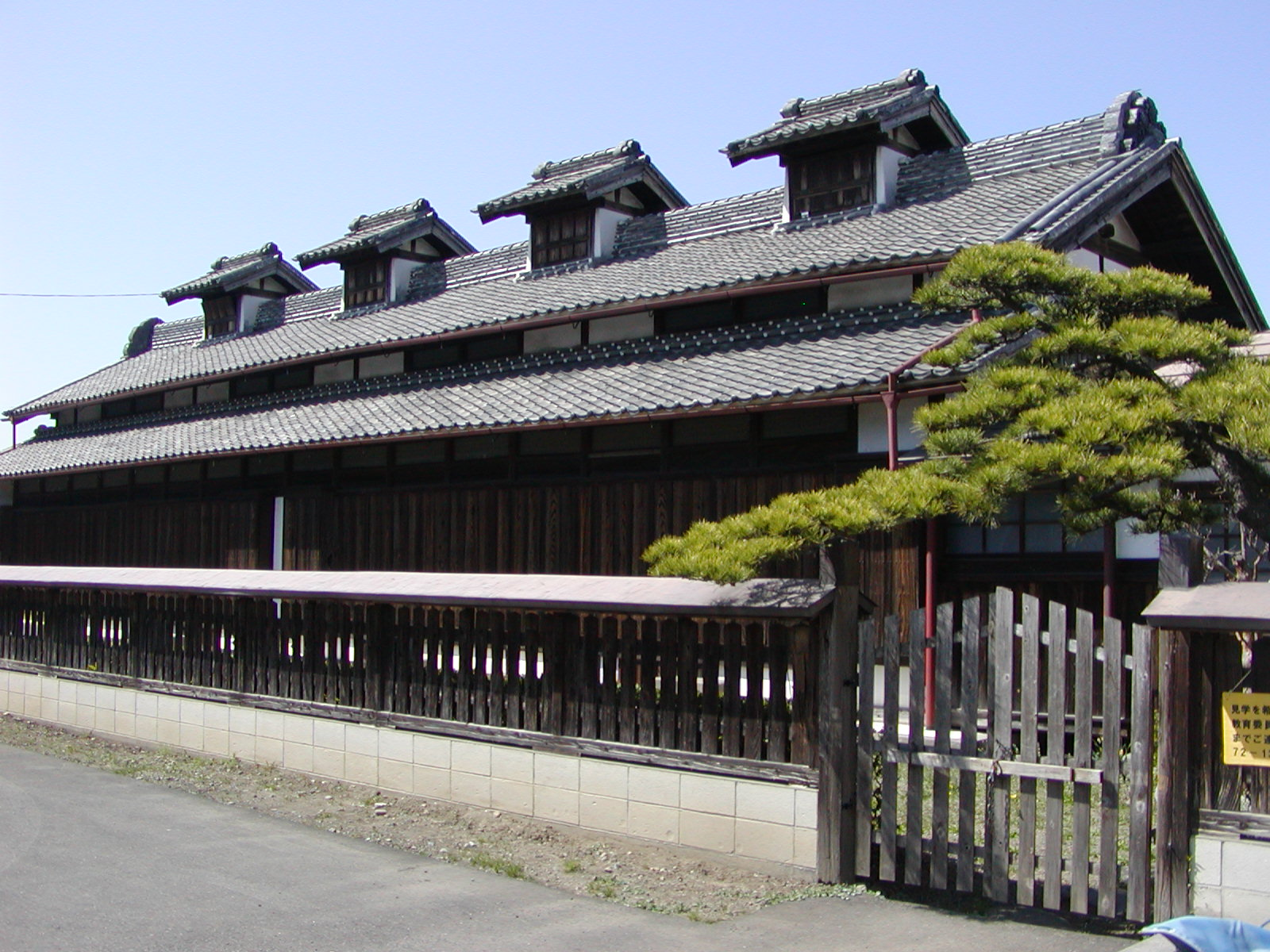
競進社模範蚕室

- 雉岡城
- 競進社模範蚕室
- 骨波田の藤（こっぱた の ふじ）
- 塙保己一記念館

## 出身有名人
- 塙保己一（江戸時代の国学者）
- 佐藤虎次郎
- 石川三四郎